# Carl Folkes
Carl Folkes, född 13 februari 1968, är en friidrottare från Kanada. Han deltog vid olympiska sommarspelen 1988.